# Sklípkan největší
Sklípkan největší (Theraphosa blondi) je druh pozemního sklípkana, který se vyskytuje v Jižní Americe, konkrétně v Surinamu, Guyaně, severní Brazílii a jižní Venezuele. Je jedním ze tří zástupců rodu Theraphosa společně s T. stirmi a T. apophysis. V rozpětí nohou měří až 28 cm a v těle může měřit až 11,9 cm. Je považován za jednoho z největších pavouků na světě podle rozpětí nohou (podobné velikosti dosahuje i maloočka Heteropoda maxima).

## Popis
Pavouk s délkou těla až 11,9 cm. Jedinci bývají rezavohnědí až černí. Na těle a kloubech bývají ošoupaní až lesklí.
Po svlečení bývají černohnědí s podélnými načervenalými pásky na končetinách. Dospívají za necelé tři roky. Tento druh roste neobvykle rychle, během 2 let je schopen přerůst většinu druhů sklípkanů. Brání se vyčesáváním žahavých chloupků ze zadečku (abdomen), což může způsobit silné svědění pokožky nebo i nepříjemné kašlání. T. blondi je vybaven až 2 cm chelicerami a jeho kousnutí je mírněji bolestivější než bodnutí vosou.

## Potrava
Základní potravou sklípkana chovaného v zajetí by měli být cvrčci, sarančata, červi a švábi. Dospělý sklípkan je schopen zkonzumovat menší obratlovce, například hlodavce. Odborníci však tuto potravu nedoporučují z důvodu přílišného množství vápníku v těle hlodavce, jež může být pro zdraví sklípkana nebezpečné, někdy i smrtelné. Ve volné přírodě loví všechno, co dokáže ulovit - žáby, červy, cvrčky, kudlanky, myši, křečky a podobné hlodavce.
Někdy se uvádí, že sklípkan největší loví i menší ptáky; je tak často zobrazován na ilustracích a je od toho odvozen dokonce i jeho název v některých jazycích (např. anglické Goliath birdeater, německé Riesenvogelspinne, slovenské označení sklípkana vtáčkar či polské ptasznik). Ačkoli není vyloučeno, aby ptáka skutečně ulovil, soustřeďuje se spíše na pozemní živočichy, zato běžně konzumuje ptačí vajíčka.

## Rozmnožování
Na rozdíl od jiných druhů sklípkanů samice samce nesežere po spáření. Samice dospívají za 3 až 6 let a dožívají se 15 až 25 let. Samci umírají brzy po dosažení pohlavní zralosti a dožívají se v průměru 3 až 6 let. Samice snáší 100 až 200 vajec, ze kterých se během 6 až 8 týdnů vylíhnou mláďata.